# Баклан бурий
Баклан бурий (Phalacrocorax punctatus) — вид сулоподібних птахів родини бакланових (Phalacrocoracidae).

## Поширення
Баклан бурий розмножується виключно на узбережжі Нової Зеландії, включаючи офшорні острови. За оцінками, чисельність птаха коливається від 10 000 до 50 000 пар.

## Опис
Морський птах середнього розміру. Зазвичай вони мають висоту від 64 до 74 сантиметрів, з розмахом крил 91–99 см, і важать від 700 до 1200 грам. Задня частина шиї, спина і крупи блискучі зеленувато-чорні. Боки шиї та горла чорні, тоді як бік тіла сріблясто-сірий. Покривне пір'я крил світло-сіре. Горло, груди і живіт білі. Пір'я чуба на голові біле, на кінці кучеряві. Шкіра обличчя неоперене, яскраво синьо-зелене. Горловий мішечок темно-синій. Помаранчево-коричневий дзьоб довгий і стрункий. Ноги помаранчеві.

## Спосіб життя
Живиться морською рибою і ракоподібними. Годується на відстані 2-16 кілометрів від узбережжя у відкритому морі, однак іноді їх також можна побачити під час пошуку їжі в морських затоках та лиманах. Гніздиться колоніями на скелястих берегах. Розмір колоній складає від 9 до 360 гнізд. Гнізда збудовані з морських водоростей і мають зовнішній діаметр 64 см. Кладка складається з одного-чотирьох яєць блідо-блакитного кольору.